# Penna Sant'Andrea
Penna Sant'Andrea (La Pònnë in abruzzese) è un comune italiano di 1 634 abitanti della provincia di Teramo in Abruzzo, facente parte dell'unione dei comuni Colline del Medio Vomano. Sul suo territorio insiste la Riserva Naturale Regionale Controllata di Castel Cerreto, che ha una superficie di circa 140 ettari. Nella riserva ci sono flora e fauna ancora incontaminate. Inoltre, Penna Sant'Andrea è rinomata per la sua tradizione folkloristica, essendo culla del ballo folkloristico del Laccio D'amore e sede dell'incontro internazionale del folklore, dove ogni anno si esibiscono gruppi folkloristici provenienti da diversi Paesi e tradizioni.

## Storia

### Ritrovamenti archeologici

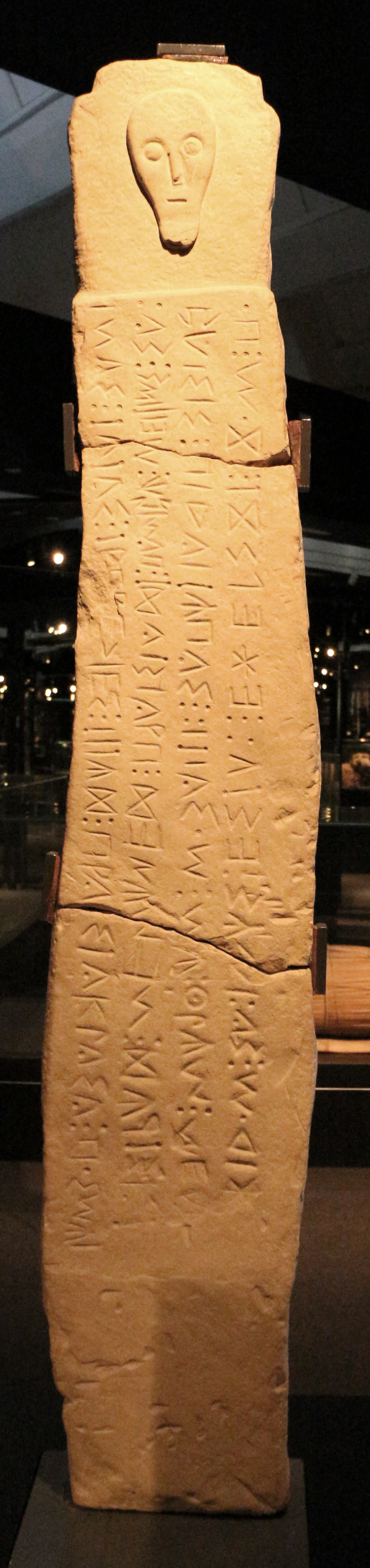
La più completa delle tre stele di Monte Giove, Penna Sant'Andrea, conservata nella sala del Guerriero di Capestrano, nel Museo Archeologico Nazionale di Chieti

Nel 1974 in località Monte Giove gli scavi archeologici hanno messo alla luce una necropoli italico romana, i cui reperti vanno da una fascia d'età dal VII secolo al II secolo a.C.; rilevanti sono alcune sepolture del periodo Piceno IV-VI, i cui corredi comprendono oggetti femminili da toeletta e ornamenti, come testine vitree fenicio-puniche, attestazioni uniche in Italia centro-meridionale, sulla fascia adriatica. Tutte le deposizioni indagate sono di donne, per cui si è pensato a una comunità devota a Giove, di cui esisteva un santuario sul monte.
Oltre al corredo si conservano tre stele, una ricomposta le altre frammentarie, conservate nel Museo Archeologico Nazionale di Chieti: sono in pietra locale, di forma stretta e allungata con occhi e bocca incisi, incavi sulla sommità suggeriscono la presenza di un elemento decorativo separato, forse un copricapo, come nel caso del guerriero di Capestrano, queste stele costituiscono importanti acquisizioni per la conoscenza del panorama italico piceno del V secolo a.C.

### Dalla fondazione sino a oggi
La fondazione del castrum detto "Pinna", dal nome dell'altura del colle su cui sorge, risale all'VIII-IX secolo, per mezzo dei longobardi. Si ha notizia della chiesa di Sant'Andrea, da cui il nome, che però fu rifatta nel XVII secolo. Di proprietà dell'abbazia di Sant'Attone e San Nicolò sul Tordino, presso Teramo, nel XIV secolo passò al potere degli Acquaviva duchi di Atri, sino a essere ceduta nel XVII secolo a vari feudatari. Nel 1814 il paese partecipò all'insurrezione antifrancese; tuttavia a colpo fallito, in cui partecipavano anche insurrezionalisti di Città Sant'Angelo, Penne e Pescara, i cospiratori fuggirono nello Stato della Chiesa, come Nicola de Bartolomeiis, Patrizio Pallotti, Giuseppangelo Sozii, altri furono catturati e giustiziati, tra cui il medico Filippo La Noce e Bernardo De Micaeliis. Questo avvenimento è ricordato in una lapide presso la Porta Nuova di Penna.
Nei primi anni della seconda guerra mondiale, tra il 1940 e 1943, Penna Sant'Andrea fu uno dei comuni dell'Abruzzo ad essere designato dalle autorità fasciste come luogo di internamento civile per profughi ebrei stranieri presenti in Italia. Gli internati furono 22, uno dei gruppi più numerosi nella provincia di Teramo. Dopo l'8 settembre 1943, nonostante la presenza nella zona di truppe tedesche, tutti gli ex-internati riuscirono a sfuggire alla cattura e alle deportazioni, fino alla Liberazione nel giugno 1944.

## Monumenti

### Chiesa di Santa Maria del Soccorso
Fu ricostruita nel Cinquecento e ha un impianto rettangolare a navata unica con colonne e arcate sugli otto altari interni. La facciata a capanna termina in sommità come un arco a tutto sesto.  Il campanile è a torre,  ma vi è anche una seconda torre con orologio e cella campanaria a vela.
L'interno barocco ha una gradinata di accesso che porta al piano rialzato (perché la chiesa essendo sita in cima al colle,  ha subito interventi per dislocazione del terreno),  e ricorda per questo il duomo di Guardiagrele (CH). L'altare maggiore ha un dipinto seicentesco dedicato a Santa Giusta.

### Chiesa della Santissima Trinità
La chiesa è sta ricostruita sui resti di un tempio medievale,  distrutto o da un terremoto o caduto in rovina. Al tempo della costruzione (XVII secolo)  era in piedi la facciata e il campanile. La facciata medievale ha portale a tutto sesto strombato e un piccolo rosone, mentre la sommità è decorata da due guglie sugli estremi dei lati. Il resto del corpo della chiesa è di livello inferiore alla facciata per architettura.

## Società

### Evoluzione demografica
Abitanti censiti

### Tradizioni e folclore
Penna Sant'Andrea è rinomata per la sua tradizione folkloristica. Culla del ballo folkloristico del Laccio D'amore, ogni anno è sede dell'incontro internazionale del folklore, dove gruppi folkloristici da tutto il mondo si esibiscono con i loro balli, costumi e musiche.
Uno degli avvenimenti principali è la tradizionale festa settembrina della pagnotta, caratterizzata da particolari danze che ripropongono antichi riti propiziatori legati al mondo contadino ed a quello familiare.

## Amministrazione
| Periodo          | Periodo          | Primo cittadino        | Partito                                                       | Carica      | Note                 |
| ---------------- | ---------------- | ---------------------- | ------------------------------------------------------------- | ----------- | -------------------- |
| 6 giugno 1993    | 25 giugno 1993   | Nino Gabriele Secchini | Democrazia Cristiana                                          | Sindaco     | [ 10 ]               |
| 27 giugno 1993   | 22 novembre 1993 | Maurizio Ianieri       |                                                               | Comm. pref. | [ 11 ]               |
| 21 novembre 1993 | 24 maggio 1998   | Antonio Fabri          | Lista civica di centro (1993 - 1994) Lista civica (1994-1998) | Sindaco     | [ 12 ] [ 13 ]        |
| 25 maggio 1998   | 26 maggio 2002   | Orazio De Federicis    | Lista civica                                                  | Sindaco     | [ 14 ]               |
| 27 maggio 2002   | 27 maggio 2007   | Berardino Della Noce   | Lista civica di centro-sinistra                               | Sindaco     | [ 15 ]               |
| 28 maggio 2007   | 14 ottobre 2013  | Antonio Fabri          | Lista civica Un impegno per il futuro                         | Sindaco     | [ 16 ] [ 17 ] [ 18 ] |
| 15 ottobre 2013  | 25 maggio 2014   | Eleonora Di Francesco  | Lista civica Un impegno per il futuro                         | Vicesindaco | [ 19 ]               |
| 26 maggio 2014   | 9 giugno 2024    | Severino Serrani       | Lista civica Un impegno per il futuro                         | Sindaco     |                      |
| 10 giugno 2024   | in carica        | Nicola Salini          | Lista civica Consenso comune                                  | Sindaco     |                      |